# Yoshiyuki Sadamoto
Yoshiyuki Sadamoto (貞本 義行, Sadamoto Yoshiyuki) (Shūnan, 29 gennaio 1962) è un fumettista e character designer giapponese.

## Biografia
Il suo primo incarico come character designer fu nel film Le ali di Honneamise, uscito nel 1987. È il character designer della serie più famosa dello studio Gainax, Neon Genesis Evangelion, nonché l'autore della sua trasposizione in manga e curatore del design anche della nuova tetralogia cinematografica Rebuild of Evangelion, a partire dal 2007. Oltre ad Evangelion, Sadamoto ha lavorato nelle serie Nadia - Il mistero della pietra azzurra, FLCL, .hack//SIGN, Diebuster ed il film La ragazza che saltava nel tempo, per il cui character design ha ricevuto il Tokyo Anime Award nel 2007.
Sadamoto ha dichiarato di essere stato influenzato particolarmente da altri mangaka quali Gō Nagai, Leiji Matsumoto e Katsuhiro Ōtomo, mentre per quanto riguarda l'animazione da Hayao Miyazaki, con il quale si è ritenuto «molto affezionato». Nel 2003, Viz Media pubblica una raccolta di suoi lavori, intitolata Der Mond ("La Luna", in tedesco). Altri artbook che racchiudono alcuni lavori di Sadamoto sono Die Sterne ("Le Stelle", in tedesco) e Groundwork of FLCL.
Sadamoto è anche l'autore di un breve manga chiamato Route 20, tratto da un progetto abbandonato di un anime. Attualmente lavora come character designer per la serie .hack. Ha anche collaborato nel disegnare la copertina dell'album Pilgrim di Eric Clapton.
Nel 2020 cura il character design per la serie Netflix Great Pretender.
Nel 2024 cura il character design per la serie Goldrake U, remake di Ufo Robot Goldrake.